# Uranophora atalanta
Uranophora atalanta är en fjärilsart som beskrevs av Druce 1899. Uranophora atalanta ingår i släktet Uranophora och familjen björnspinnare. Inga underarter finns listade i Catalogue of Life.